# 스튜어트 정리
기하학에서 스튜어트 정리(-定理, 영어: Stewart's theorem)는 삼각형의 세 변과 체바 선분의 길이 사이에 성립하는 등식이다.

## 정의
삼각형 {\displaystyle ABC}의 꼭짓점 {\displaystyle A}, {\displaystyle B}, {\displaystyle C}의 대변의 길이를 각각 {\displaystyle a}, {\displaystyle b}, {\displaystyle c}라고 하고, 꼭짓점 {\displaystyle A}를 지나는 체바 선분 {\displaystyle AX}의 길이를 {\displaystyle d}라고 하고, 이로 나눠진 변 {\displaystyle BC}의 두 부분 {\displaystyle BX}와 {\displaystyle CX}의 길이를 각각 {\displaystyle m}과 {\displaystyle n}이라고 하자. 스튜어트 정리에 따르면, 다음이 성립한다.:70, §2D, Theorem 2.20
{\displaystyle b^{2}m+c^{2}n=a(d^{2}+mn)}
특히 {\displaystyle m=n}일 경우 체바 선분 {\displaystyle AX}는 중선이 되고, 스튜어트 정리는  아폴로니우스 정리가 된다.

## 증명
삼각형 {\displaystyle ABC}와 {\displaystyle AXC}에 코사인 법칙을 적용하면:70, §2D
{\displaystyle c^{2}=a^{2}+b^{2}-2ab\cos C}
{\displaystyle d^{2}=b^{2}+n^{2}-2bn\cos C}
를 얻는다. 두 등식에서 {\displaystyle \cos C}를 소거하면
{\displaystyle {\begin{aligned}c^{2}n-ad^{2}&=n(a^{2}+b^{2})-a(b^{2}+n^{2})\\&=an(a-n)-b^{2}(a-n)\\&=amn-b^{2}m\end{aligned}}}
를 얻으며, 이를 정리하면 된다 라고 한다

## 역사
스코틀랜드의 수학자 매튜 스튜어트의 이름을 땄다.